# Meer van Nicaragua
Het Meer van Nicaragua of het Cocibolcameer is een zoetwatermeer in Nicaragua. Het meet 8264 km² en is daarmee het op een na grootste meer in Latijns-Amerika. Alleen het Titicacameer op de grens van Bolivia en Peru is een klein beetje groter.
Het Meer van Nicaragua wordt ook wel de "zoete zee" genoemd. In feite gedraagt het meer zich ook als een zee, met dat verschil dat het water niet zout is. Vanaf de ene oever kan men de andere niet zien, het meer heeft branding en eilanden zoals Ometepe en Zapatera en er leven zelfs stierhaaien, een soort die ook in zout water kan leven. Het eiland Ometepe bevat twee vulkanen: Concepción en Maderas. Op de westoever ligt de vulkaan Mombacho en ten noorden van het meer ligt de vulkaan de Las Lajas.
Het meer wordt door de rivier de San Juan verbonden met de Caribische Zee. Hierdoor kon de aan de oever van het meer gelegen stad Granada een havenfunctie krijgen. Ook hebben piraten vanaf de Caraïbische Zee de wateren van het meer onveilig gemaakt. De Tipitapa voert water uit het meer noordelijk gelegen Managuameer naar het Meer van Nicaragua.

## Nicaraguakanaal
Het meer maakte aan het einde van de 19e eeuw deel uit van een plan tot het graven van een kanaal door Midden-Amerika, dat door Nicaragua zou moeten worden aangelegd: het Nicaraguakanaal. Deze plannen werden later verlegd naar Panama en daar uitgevoerd: het Panamakanaal. De plannen voor het Nicaraguakanaal zijn echter nog steeds actueel, hoewel er geen concrete bouwactiviteiten zijn.